# سامية الزرو
سامية طقطق الزرو هي فنانة تشكيلية أردنية من أصل فلسطيني. ولدت في نابلس في فلسطين عام 1938.
يتميز أسلوبها الفني بتعاملها مع معادن متنوعة بأساليب فنية متعددة. هي من مؤسسي ومطوري الحركة التشكيلية الأردنية وشغرت أيضاً منصب رئيسة رابطة الفنانين التشكيليين الأردنيين لفترة زمنية وهي عضو مؤسس للمتحف الوطني الأردني للفنون الجميلة.

## نشأتها ودراستها
ولدت سامية طقطق زرو في نابلس، فلسطين وأمضت جزءاً من طفولتها هناك. درست في المدرسة الإنجيلية. كان والدها مفتش صيدليات في عموم فلسطين والأردن، ما أتاح لها المجال لتزور وتتعرف على مناطق كثيرة في فلسطين والأردن مثل طولكرم، وجنين، وبيت لحم، والقدس وعمّان. انتقلت العائلة من نابلس إلى رام الله في سنة 1948 إثر حادث سيارة توفي فيه أخوها الكبير. في رام الله أسس والدها صيدلية والتحقت سامية بمدرسة الفريندس هناك.
حصولها على بعثة جامعية لدراسة الفنون الجميلة غير مسار حياتها، هي التي كانت تحضر نفسها لدراسة الطب فدرست النحت والرسم في الجامعة الأميركية في بيروت، وأنهت دراستها الجامعية عام 1957. ثم تعلمت في أكاديمية كوركورن في واشنطن، عام 1961.
اكتسبت من بيئتها الأسرية المنطق العلمي التجريبي والانضباطية ونزعة الإبداع.

## سيرتها المهنية
تتميز سامية طقطق الزرو بفنها بتعاملها مع مواد التشكيل والتصميم بالألوان والخامات البيئية المتعددة مثل الحديد والبرونز والألمنيوم وبأساليب فنية وتقنيات متعددة. تعتبر رائدة في استخدام أسلوب التكوينات البنائية المركبة على مساحات تصل إلى 1000 متر مربع.
لها جداريات ضخمة ومنحوتات متعددة باستعمال المعادن المتنوّعة مثل الممر التاريخي في حدائق الحسين في مدينة عمّان بتكليف من أمانة عمان الكبرى عام 2000. لها مشاركات في معارض فنية في العالم العربي وأوروبا وأميركا وآسيا وحازت على جوائز عالمية وشهادات تقديرية عديدة عن مشاركاتها. 
هي أستاذة محاضرة في الفنون في عدد من جامعات الأردن والدول العربية والعالم. اعتمدت كمستشارة للجنة اليونسكو السباعية العالمية للخبراء، في بناء مناهج الفنون البصرية وبرامج التدريب الفني للمدارس والجامعات وتطويرها بما يتناسب مع المتطلبات المحلية والثقافة العربية. كما ساهمت كخبيرة، في إنجاح مشروع الاتحاد الأوروبي للتفاهم وحوار الحضارات.
تعرض أعمالها في عدد من أبرز متاحف العالم ومنها: المتحف الوطني الأردني، متحف النساء في واشنطن، متحف الفاتيكان في روما، متحف سيمي فالي في كاليفورنيا، متحف الفن الحديث في موسكو، متحف الفن العراقي الحديث وفي معارض عديدة حول العالم.